# Clay County (Alabama)
Das Clay County ist ein County im Bundesstaat Alabama der Vereinigten Staaten. Bei der Volkszählung im Jahr 2020 hatte das County 14.263 Einwohner und eine Bevölkerungsdichte von 9,1 Einwohnern pro Quadratkilometer. Der Verwaltungssitz (County Seat) ist Ashland. Das County gehört zu den Dry Countys, was bedeutet, dass der Verkauf von Alkohol eingeschränkt oder verboten ist.

## Geographie
Das Clay County liegt im mittleren Nordosten von Alabama, ist im Osten etwa 60 km vom Nachbarstaat Georgia entfernt und hat eine Fläche von 1570 Quadratkilometern, wovon zwei Quadratkilometer Wasserflächen sind. Es grenzt im Uhrzeigersinn an folgende Countys: Cleburne County, Randolph County, Tallapoosa County, Coosa County und Talladega County.

## Geschichte
Clay County wurde am 7. Dezember 1866 auf Beschluss der State Legislature aus Teilen des Randolph und Talladega Countys gebildet. Benannt wurde es nach Henry Clay, einem Politiker aus Kentucky. Clay war mit Unterbrechungen von 1806 bis 1852 Mitglied im Senat der Vereinigten Staaten, Außenminister im Kabinett Jackson sowie  Präsidentschaftskandidat bei den Wahlen von 1824, 1832 und 1844. Vor allem auf ihn geht der Kompromiss von 1850 zurück.
Im Gebiet des heutigen County lebten ursprünglich die Creek, bis sie auf dem Pfad der Tränen im Jahr 1832 in den Westen vertrieben wurden. Aufgrund der hügeligen Geographie und dem Mangel an fruchtbarem Boden waren die ersten weißen Siedler einfache Farmer, die auf ihren kleinen Gütern vorwiegend Mais anbauten. Während der Reconstruction belasteten neue Eigentumssteuern die Bewohner des Countys, so dass sich hier in den 1880er Jahren vergleichsweise viele Farmer verschuldeten und zu abhängigen Pachtbauern herabsanken. Dies begünstigte die Populist Party, was dazu führte, dass Clay County Ende des 19. Jahrhunderts als ihre Hochburg in Alabama galt. In Ashland erschien die Parteizeitung People’s Party Advocate. Anfang des 20. Jahrhunderts sank sowohl die Bedeutung der Landwirtschaft als auch der Populist Party im County zugunsten von Bergbau, Holzindustrie und Hühnerzucht. Bis heute ist es eines der am meisten ländlich geprägten und am dünnsten besiedelten Countys in Alabama. Bekannte Persönlichkeiten, die hier geboren wurden, sind der Führer des Ku-Klux-Klans Hiram Wesley Evans, der Politiker und oberste Bundesrichter Hugo Black sowie der Gouverneur von Alabama Bob Riley.
Zwei Bauwerke im County sind im National Register of Historic Places (NRHP) eingetragen (Stand 31. März 2020), das Clay County Courthouse und das Hugo Black House.

## Demographische Daten

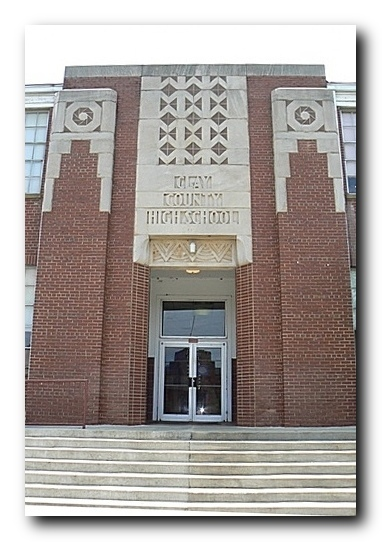
Clay County High School

Nach der Volkszählung im Jahr 2000 lebten im Clay County 14.254 Menschen. Davon wohnten 266 Personen in Sammelunterkünften, die anderen Einwohner lebten in 5.765 Haushalten und 4.098 Familien. Die Bevölkerungsdichte betrug 9 Einwohner pro Quadratkilometer. Ethnisch betrachtet setzte sich die Bevölkerung zusammen aus 82,62 Prozent Weißen, 15,70 Prozent Afroamerikanern, 0,32 Prozent amerikanischen Ureinwohnern, 0,10 Prozent Asiaten, 0,02 Prozent Bewohnern aus dem pazifischen Inselraum und 0,46 Prozent aus anderen ethnischen Gruppen; 0,79 Prozent stammten von zwei oder mehr Ethnien ab. 1,77 Prozent der Bevölkerung waren spanischer oder lateinamerikanischer Abstammung.
Von den 5.765 Haushalten hatten 30,8 Prozent Kinder und Jugendliche unter 18 Jahren, die bei ihnen lebten. In 56,7 Prozent lebten verheiratete, zusammen lebende Paare, 10,5 Prozent waren allein erziehende Mütter, 28,9 Prozent waren keine Familien, 26,7 Prozent waren Singlehaushalte und in 13,1 Prozent lebten Menschen im Alter von 65 Jahren oder darüber. Die Durchschnittshaushaltsgröße betrug 2,43 und die durchschnittliche Familiengröße betrug 2,93 Personen.
23,8 Prozent der Bevölkerung waren unter 18 Jahre alt, 8,0 Prozent zwischen 18 und 24, 27,4 Prozent zwischen 25 und 44, 24,2 Prozent zwischen 45 und 64 und 16,5 Prozent waren 65 Jahre oder älter. Das Durchschnittsalter betrug 39 Jahre. Auf 100 weibliche Personen kamen 95,2 männliche Personen und auf Frauen im Alter von 18 Jahren und darüber kamen 91,1 Männer.
Das jährliche Durchschnittseinkommen eines Haushalts betrug 27.885 USD, das Durchschnittseinkommen einer Familie 34.033 USD. Männer hatten ein Durchschnittseinkommen von 26.118 USD, Frauen 18.637 USD. Das Prokopfeinkommen betrug 13.785 USD. 12,9 Prozent der Familien und 17,1 Prozent der Einwohner lebten unterhalb der Armutsgrenze.

## Städte und Gemeinden im Clay County
- Ashland
- Barfield
- Berwick
- Bluff Springs
- Bowden Grove
- Brownsville
- Campbell Springs
- Campbells Crossroads
- Carr Mill
- Chambers Springs
- Clairmont Springs
- Cleveland Crossroads
- Cooley Crossroads
- Cragford
- Delta
- East Mill
- Erin
- Gibsonville
- Glades
- Gunthertown
- Harkins Crossroads
- Haynes Crossroad
- High Pine
- Highland
- Hollins
- Lineville
- Mellow Valley
- Midway
- Millerville
- Motley
- Needmore
- Pinkneyville
- Pyriton
- Rays Crossroads
- Roselle
- Shady Grove
- Sikesville
- Skeggs Crossroads
- Springhill
- Union
- Watts Crossroads
- Weathers